# Karla Souza
Karla Susana Olivares Souza (Cidade do México, 11 de dezembro de 1985) é uma atriz mexicana, naturalizada norte-americana, conhecida internacionalmente por interpretar Laurel Castillo na série de televisão americana How To Get Away With Murder.

## Início da vida
Karla nasceu no México, filha de um chileno e de uma mexicana. Morou em Aspen até aos seus oito anos de idade, estudou atuação no renomado Centro de Educação Artística, escola fundada pela rede de televisão Televisa. Em 2008, completou seu Bacharelado em artes na Central School of Speech and Drama em Londres. Aos 22 anos, Souza voltou ao México e iniciou sua carreira de atriz na televisão e no cinema.

## Carreira
Em 2009 Karla estrou na televisão na telenovela Mexicana Verano de Amor ao lado da atriz e cantora Dulce Maria. 
Posteriormente atuou na série Mexicana Los Héroes del Norte e La Clinica. No cinema estreou em 2011, no filme Sem Prada Nem Nada. Em 2013 trabalhou na comédia Mexicana Los Nobles: Quando os Ricos quebram a cara. No ano de 2013,estrelou no filme Não Aceitamos Devoluções.
Em 2014 se mudou para Los Angeles e estrelou na série americana How to Get Away With Murder, onde trabalha ao lado de Viola Davis, Charlie Weber, Alfred Enoch, Jack Falahee, Aja Naomi King, Liza Weil e Matt McGorry .

## Filmografia

### Cinema
| Ano  | Título                      | Papel                |
| ---- | --------------------------- | -------------------- |
| 2010 | El efecto tequila           | Ana Luisa            |
| 2011 | Sem Prada Nem Nada          | Lucy                 |
| 2012 | Suave patria                | Roxana Robledo       |
| 2013 | 31 días                     | Mayra                |
| 2013 | Me Late Chocolate           | Moni                 |
| 2013 | Nosotros los Nobles         | Bárbara Noble        |
| 2013 | Instruções não incluídas    | Jackie               |
| 2014 | El Crimen del Cácaro Gumaro | Ceia Burrows gerente |
| 2014 | O jesuíta                   | Collie               |
| 2015 | Pôr do sol                  | Ashley Lopez         |
| 2016 | Uma Ressaca de Nove Meses   | Maru                 |
| 2017 | Todos Queros A Alguien      | Clara Barrón         |
| 2018 | The Jesuit                  | Collie               |
| 2019 | Jacob's Ladder              | Annie/Angel          |
| 2020 | The Sleepover               | Jay                  |

### Televisão
| Ano           | Título                      | Papel                  | Notas                                                      |
| ------------- | --------------------------- | ---------------------- | ---------------------------------------------------------- |
| 2008          | Terminales                  |                        | Episode: "Espejismos"                                      |
| 2009          | Verano de amor              | Dana Villalba Duarte   | Telenovela, 120 capítulos                                  |
| 2010          | Persons Unknown             | Dosette                | Episodio: "And Then There Was One"                         |
| 2010-2011     | Los Héroes del Norte        | Prisca                 | Serie regular, 36 episodios                                |
| 2011          | Niño Santo                  | Lucia                  | Estrelando, 23 episódios                                   |
| 2012          | La Clinica                  | Maripily Rivadeneyra   | Personagem regular                                         |
| 2014-2020     | How to Get Away with Murder | Laurel Castillo        | Elenco Principal (temporada 1-5); Recorrente (temporada 6) |
| 2020          | El Presidente               | Lisa Harris, «Rosario» | Papel principal; 8 episódios                               |
| 2021–presente | Home Economics              | Marina                 | Elenco principal                                           |